# Chabos wissen wer der Babo ist
Chabos wissen wer der Babo ist ist ein Lied des deutschen Rappers Haftbefehl. Es wurde am 21. Oktober 2012 als Musikvideo veröffentlicht und erschien am 25. Januar 2013 als Teil von Haftbefehls drittem Album Blockplatin. In der Albumversion wird Haftbefehl auf dem Lied von dem Rapper Farid Bang begleitet. In dieser Version erreichte der Titel Platz 30 der deutschen Singlecharts und hielt sich in diesen für 8 Wochen. Es ist die erste Single, mit welcher sich Haftbefehl in den Charts platzieren konnte. Dem Lied wird insbesondere für die Etablierung der Worte „Chabo“ und „Babo“ eine größere sprachliche Bedeutung zugesprochen. Letzteres wurde im Jahr 2013 in Deutschland zum Jugendwort des Jahres gewählt.

## Titel
Das Wort „Chabo“ entspringt dem Soziolekt Rotwelsch (tšabo) und bedeutet „Junge“ oder „Bauer auf dem Schachbrett des Lebens“. In einem Interview bezeichnete Haftbefehl die Ursprungssprache für „Chabo“ als „Zigeunisch“ und die Bedeutung als „Junge“. (Vergleiche Anglo-Romani chabbo, chábo, Romani čhavo „Junge“ und Chav.) Im „Allstar-Remix“ (siehe Kapitel „Versionen“) beschreibt der Rapper Crackaveli noch eine weitere Übersetzungsvariante: „Wir Berliner sagen zu Chabos Bruder“.
In der Straßensprache bedeutet das Wort Babo „Papa“ oder „Chef“. Der Rapper Haftbefehl erklärt dazu folgendes „bei uns Kurden und auch bei den Türken“ bezeichnet das Wort eine „Respektsperson“. Das Wort Babo wird so in Ostanatolien, unter anderem in der zazaischen Sprache verwendet
„Babo“ kommt ebenfalls im Romani vor (wo es sich allerdings nur in den balkanischen Varietäten findet) und bedeutet eigentlich „Vater“. Das Wort ist in gleicher Lautung auch im Bosnischen und Arabischen belegt.

## Inhalt
Chabos wissen wer der Babo ist hat Elemente des Battle-Rap sowie Gangsta-Rap: Haftbefehl wertet sich selber stark auf, stilisiert sich als reich („Hafti Abi ist der, der im Lambo und Ferrari sitzt“, „Saudi Arabi money rich“) und macht Gewaltandrohungen gegen ein unbestimmtes „Du“ („Bevor ich komm' und dir deine Nase brech'“, „Nicht link von hinten, ich hau dich frontal, sakat“).

## Sprache, Stil und Anspielungen
| Wörter/Ausdruck                              | Übersetzung                                                                         | Sprache                     |
| -------------------------------------------- | ----------------------------------------------------------------------------------- | --------------------------- |
| Reče čiča da me ženi, Danas hoće, sutra neće | Mein Onkel sagte, er findet eine Frau für mich, Heute wird er, morgen wird er nicht | Serbisch                    |
| Hafti Abi                                    | Hafti (Haftbefehl) großer Bruder/ „ältere[r], respektvoll zu behandelnde[r] Herr[]“ | Türkisch/Arabisch           |
| Harakets                                     | Faxen/Bewegung                                                                      | vom türkischen Wort Haraket |
| Tokat                                        | Ohrfeige/Schelle                                                                    | Türkisch                    |
| Atmış iki kurdî                              | Zweiundsechziger (KfZ-Bereich von Tunceli) Kurde                                    | Türkisch/Kurdisch           |
| Biji, biji Kurdistan                         | Lang lebe Kurdistan                                                                 | Kurdisch                    |

Haftbefehl verwendet in seinem Musikstück Wörter und Bezeichnungen aus verschiedenen Sprachen, dabei lässt sich eine Kombination aus den Sprachen Deutsch, Englisch, Französisch, Türkisch, Kurdisch und Arabisch erkennen. Sein Ausdruck wurde unter anderem im Spiegel und der Stuttgarter Zeitung als polyglott bezeichnet. Eigentlich wollte Haftbefehl eine Übersetzung der Fremdwörter unter seinem Video eintragen, was jedoch wegen seines Managers nicht passierte.
Das Lied enthält einige Anspielungen aus den Bereichen Kampfsport und Kampfkunst. Die Zeile „Opfer, du bist Honda, ich Sagat“ beschreibt zwei Charaktere der Beat-’em-up-Spieleserie Street Fighter. Zudem erwähnt Haftbefehl Mortal Kombat („Tokat, Kopf ab – Mortal Kombat“). Die Textzeile „Vollkontakt à la Ong-Bak“ erwähnt einen thailändischen Kampfkunst-Film. Einige Zeilen später wird der Wrestler Yokozuna erwähnt: „Dein Yokuzuna-Sumo ficke ich mit 'nem Pushkick“. Die Kampfsportarten Wing Chun und Kung Fu werden in Verbindung mit Bruce Lee erwähnt („Du kannst Wing Chun und Kung Fu wie Bruce Lee“).
Zitat aus der Klassischen Musik
Zu Beginn des Musikvideos sind die ersten Takte des Crucifixus aus der Petite Messe solennelle von Gioachino Rossini in einer Aufnahme mit dem moldawischen männlichen Sopran Radu Marian zu hören.

## Musikvideo
Das Musikvideo beginnt mit einer Szene in einem Restaurant, in dem Haftbefehl und zwei weitere Männer sitzen. Im Hintergrund läuft klassische Musik (siehe oben), kurz sind auch Ausschnitte aus dem Film Der Pate zu sehen. Die Personen am Tisch unterhalten sich eine Weile, bis bei Minute 0:59 ein Scratch zu hören ist. Haftbefehl beschwert sich dann darüber, dass er sein Handy nicht versteht.
Nach 1:40 Minuten setzt das eigentliche Musikstück ein, nachdem die Schriftzüge „Azzlacks & Thug Life präsentieren“ sowie Album-/Songtitel und Künstler eingeblendet wurden. In der Folge sieht man, wie Haftbefehls Bruder Capo in einen Sportwagen einsteigt und wegfährt, später einer weiteren Personen einen Autoschlüssel übergibt. Passagen, in denen Haftbefehl in einem Parkhaus rappt, sind mit Szenen zwischengeschnitten, in denen vier Männer in Sportwagen bei einem Lokal vorfahren, sich maskieren und eine Gruppe von Menschen mit Schrotflinten angreifen. Das Video endet mit verschiedenen Einstellungen in Bullet Time, bei denen man das Abfeuern der Waffen erkennen kann.
Das Musikvideo wurde von Bugi innerhalb eines Tages gedreht. Haftbefehl plante, zu insgesamt neun Liedern (fünf von der „Platin“-CD, vier von der „Block“-CD) des Albums ein Musikvideo zu drehen und in diesen dann jeweils eine „eigene Geschichte“ zu erzählen, wobei jedoch ein Zusammenhang bestehen sollte. Nach dem Musikvideo zu „Chabos wissen wer der Babo ist“ erschienen bisher noch „Mann im Spiegel“ (2. Dezember 2012, „Platin“-CD), „Generation Azzlack“ (23. Dezember 2012, „Block“-CD), „Azzlack Motherfuck“ (22. Februar 2013, „Block“-CD).
Das Musikvideo des Liedes hatte im September 2015 mehr als 16 Millionen Aufrufe bei YouTube, die Remixversion mehr als 12 Millionen Aufrufe.

## Versionen
Die am 21. Oktober 2012 veröffentlichte Version unterscheidet sich von der im Album, da im Musikvideo der Gastbeitrag von Farid Bang fehlt. Dadurch ist das Stück nur etwa 2:53 Minuten lang, die Albumversion hingegen dauert 3:28 Minuten. Zusätzlich zu dieser Version findet sich auf der iTunes-Variante des Albums noch eine Remixversion, die als Allstar-Remix bezeichnet wird. Diese Version ist 8:23 Minuten lang und beinhaltet Beiträge von Veysel, Celo & Abdi, Mosh36, Milonair, Habesha, Al-Gear, DOE, Crackaveli, 60/60 und Olexesh. Der Allstar-Remix ist zudem auf der EP Azzlack Kommandant, welche der Juice #149 beilag.
Anlässlich des Widerrufs der Indizierung erschien 2018 der Young Babos Remix mit Nimo, Luciano, Soufian und Eno sowie ein Remix von Boys Noize.

## Rezeption

### Kommerzieller Erfolg
Das Lied stieg am 11. Februar 2013 in die deutschen Single-Charts ein. Dabei belegte es den 30. Platz. Diesen hielt der Titel nur eine Woche, jedoch blieb er insgesamt 8 Wochen in den deutschen Charts, bevor er am 7. April 2013 die Top 100 verließ. Nachdem der Titel fünf Jahre lang als jugendgefährdend indexiert war und im Dezember 2017 von dieser Liste wieder gestrichen wurde, folgte eine Wiederveröffentlichung inklusive neuer Remixe. Daraufhin gelang dem Titel im März 2018 ein Wiedereinstieg auf Platz 43.
| ChartsChartplatzierungen | Höchstplatzierung | Wochen |
| ------------------------ | ----------------- | ------ |
| Deutschland (GfK)        | 30 (13 Wo.)       | 13     |

### Auszeichnungen für Musikverkäufe
Im April 2020 wurde Chabos wissen wer der Babo ist in Deutschland mit einer Goldenen Schallplatte für über 150.000 verkaufte Einheiten ausgezeichnet.

| Land/Region        | Auszeichnungen für Musikverkäufe (Land/Region, Auszeichnung, Verkäufe) | Verkäufe |
| ------------------ | ---------------------------------------------------------------------- | -------- |
| Deutschland (BVMI) | Gold                                                                   | 150.000  |
| Insgesamt          | 1× Gold ·                                                              | 150.000  |

### Kritik
Chabos wissen wer der Babo ist erntete überwiegend positive Kritiken. In einer Rezension für die Frankfurter Allgemeine Zeitung schrieb Daniel Haas: „'Chabos wissen, wer der Babo ist’ […] könnte bald zum geflügelten Wort werden, wenn man Machtverhältnisse in einem Atemzug klären will“. Die Titelzeile sei „längst zum geflügelten Wort“ geworden, schreiben Daniel Hackbarth und Ingmar Volkmann für die Stuttgarter Zeitung. Tobias Rapp bezeichnete das Lied in einem Artikel für den Spiegel als „grandios stumpfes Stück Gangsta-Rap“.
Die Sprache, die Haftbefehl in dem Lied und insgesamt im Album verwendet, wurde mehrfach gelobt: Daniel Haas von der Frankfurter Allgemeinen Zeitung nannte ihn aufgrund seiner Sprache ein „artistisches Genie“. Für Daniel Hackbarth und Ingmar Volkmann der Stuttgarter Zeitung ist Haftbefehls Ausdruck ein „wichtiger Diskursbeitrag zur Wandlungsfähigkeit der deutschen Sprache“ und einem Artikel des Spiegel nach erhebt Haftbefehl „polyglottes Durcheinanderquatschen zur Kunstform“. Haftbefehls Ausdruck wurde auch als Metasprache bezeichnet.
Auch Haftbefehls Intonation wurde bei Besprechungen häufig angemerkt. Bei „Hafti“ komme das „H“ „tief aus der Kehle“, wodurch das Wort klinge wie „Chafti“, schrieb Tobias Rapp. Til Biermann erkennt in einem Artikel für Die Welt ein „H“ das „meist tief aus dem Rachen“ kommen würde, was einem „harte[n] "ch"“ und einer „arabische[n] Intonation“ entsprechen würde. Diese phonetische Realisierung wird als stimmloser velarer Frikativ bezeichnet.
Der in der Albumversion des Liedes enthaltene Gastbeitrag Farid Bangs wurde jedoch meist negativ bewertet. Erich Unrau schrieb für Hiphop.de, dass die „Straßenhymne […] auf ganzer Linie zu überzeugen [weiß]“, störte sich jedoch am „gewohnt ignorante[n] Farid Bang-Part“. Florian Peking schreibt für rappers.in, dass Farid Bang es schaffe, den Song „kaputt zu machen“. Beide kritisierten, dass Farid Bang in die Hook hineinreden würde. Max Brand von laut.de bezeichnete das Lied als einen zum „Meme gewordenen Überhit“, der jedoch in der „Albumversion via Feature gefaridbangt“ würde.
Til Biermann erkennt in dem Refrain eine Bestätigung von Ernest Hemingways Eisbergmodell, da in „kargen 16 Wörter[n]“ „de[r] Handel mit Drogen“ oder „de[r] Drogen-Konsum“, sowie „das Bargeld und das Straßen-Prestige, das daraus resultierte“ beschrieben werden würden.
MZEE.com hebt das Instrumental des Produzenten Farhot hervor, welches schon nach wenigen Sekunden einen hohen Wiedererkennungswert habe und sich zwischen „brachialen, Boom bap-lastigen und orientalischen Klängen“ verordnen lasse. Für die Autorin stellt die Produktion ein „Meisterwerk interkultureller Einflüsse“ dar, das gepaart mit Haftbefehls Wortwahl den Grundstein für den Erfolg des Tracks lege.

### Kritikerpreise
Das E-Zine laut.de platzierte Chabos wissen wer der Babo ist in seiner Liste der Songs des Jahres 2013 als besten deutschsprachigen Titel auf Platz 8. Das Hip-Hop-Magazin Juice kürte Chabos wissen wer der Babo ist in seinem Jahresrückblick 2013 zur besten Single National.
Bei den Hiphop.de Awards 2012, die von der gleichnamigen deutschsprachigen Website durch Leserabstimmung und Juryentscheidung gemeinsam ermittelt wurden, gewann Chabos wissen wer der Babo ist für die Textzeile „Muck bloß nicht uff hier, du Rudi“ die Kategorie Beste Punchline. Ebenfalls nominiert gewesen war der Titel in den Kategorien Bestes Video National und Bester Beat National, in denen er sich jedoch bloß auf dem zweiten bzw. dritten Platz einordnen konnte.

### Indizierung
Am 1. Oktober 2015 wurde das Lied zusammen mit dem gesamten Album Blockplatin indiziert. Die Bundesprüfstelle für jugendgefährdende Medien argumentierte, 20 Tracks auf dem Album beinhalteten die „Befürwortung eines kriminellen Lebensstils“. Das könne Jugendliche sozialethisch desorientieren. Die Indizierung des Lieds wurde am 23. Februar 2018 widerrufen.

## Bedeutung

### Sprachliche Nachwirkung
Im November 2013 wurde der Begriff Babo zum Jugendwort des Jahres in Deutschland gewählt.

### Coverversionen und Parodien
Das Lied sorgte besonders auf YouTube für zahlreiche Parodien und Coverversionen. Zu den bekanntesten Videos zählen eine Swing/Jazz-Version des Webvideoproduzenten Marti Fischer, die auf der Videoplattform YouTube mehrere Millionen Mal aufgerufen wurde, und ein Operncover mit mehr als 1 Million Aufrufen. In einem Artikel der Stuttgarter Zeitung wird zudem eine Verballhornung auf Bayerisch von BBou und eine Metal-Version von Hardbox feat. Frodoapparat erwähnt.
Die Rapgruppe Antilopen Gang spielte bei Live-Auftritten im Jahr 2013 ihren Titel Fick die Uni als Chabos wissen wer die Uni fickt und unterlegte dabei ihren Text mit der Melodie von Chabos wissen wer der Babo ist.
Bei dem Musikfestival Rock im Park 2013 spielten Fettes Brot ein Medley verschiedener deutschsprachiger Rapsongs, unter anderem auch Chabos wissen wer der Babo ist.
Während eines Auftritts bei der Verleihung der 1 Live Krone 2013 integrierte Jan Delay den Refrain von Chabos wissen wer der Babo ist gemeinsam mit der Melodie des Beastie-Boys-Titels (You Gotta) Fight for Your Right (To Party!) in ein Cover des Titels Morgens immer müde der Berliner Gesangsgruppe Laing. Ebenso verfuhr er mit dem MC Fitti Lied Penn in der Bahn, das auf die Melodie des Rage Against the Machine Liedes Killing in the Name ebenfalls in den Titel eingefügt wurde.

### Wahlwerbung
Im Februar 2014 nutzte der CSU-Kommunalpolitiker Fabian Giersdorf die Phrase Chabos wissen, wer der Babo ist! auf einem Wahlwerbeplakat, und löste damit ein nationales Medienecho aus.